# 德音堂琴谱
《德音堂琴譜》，為一部古琴譜，主要編者為吳之振。

## 琴譜介紹
這是一部常見的琴譜，但未見有最完整的善本。譜前只有康熙辛未汪天榮的一篇序文，文內明言是用郭用英的譜集校而付諸梓人，然而十卷的行款卻著明示“語水吳之振孟舉鑒定”；凡例又明言“有舍文而不能成音者，……存以備觀焉”。
郭用英跋文，原應有文字三頁，現僅在少數“德音堂琴譜”中偶見一頁。
在清初諸琴譜中，此書琴論所佔篇幅較大，大體襲取明代楊表正《重修真傳琴譜》諸說，琴曲則大部淵源於尹爾韜的《徽言秘旨》。
現存二個版本，一是中國書店於2005年出版的「有文堂藏版」，一是楊蔭瀏收藏的「文蔚堂刻本」。